# Alexandrina (assistante naturaliste)
Pour les articles homonymes, voir Alexandrina.
Alexandrina est une femme de ménage et assistante naturaliste recrutée par le couple Agassiz à Tefé en septembre 1865 lors de l'expédition Thayer (en). La seule trace écrite de sa vie est le journal de l'expédition, qui la décrit principalement comme une curiosité du point de vue du racisme scientifique, mais qui souligne aussi ses compétences en tant que guide herborisant et laborantine. Les éditions de ce récit de voyage contiennent deux portraits d'Alexandrina, remarqués pour leur sensibilité inattendue et leur ambiguïté par plusieurs chercheurs au XXIe siècle. En 2022, un court-métrage inspiré d'Alexandrina est sorti au Brésil dans le cadre d'un projet sur les identités afro-indígena dans l'Amazonie contemporaine.

## Biographie

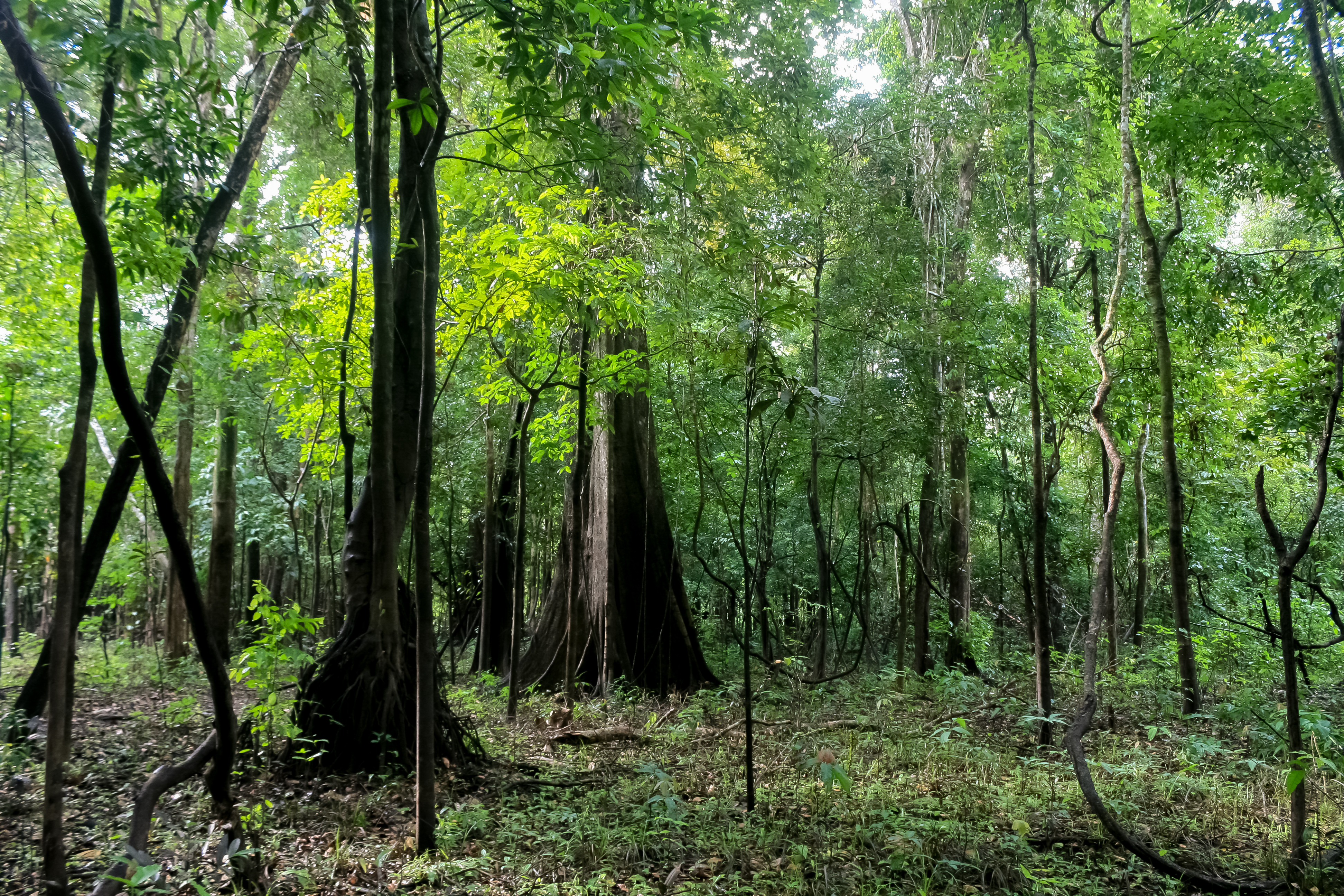
Une forêt près de Tefé.

Les seules informations directes sur la vie d'Alexandrina sont deux entrées de journal et deux gravures parues dans le Voyage au Brésil du couple Agassiz.

### Texte
L'existence d'Alexandrina n'est connue qu'à travers deux passages du récit de voyage de l'expédition Thayer (en), un carnet de bord sur le séjour d'un groupe de scientifiques au Brésil entre 1865 et 1866, menés par Louis Agassiz. Les deux extraits sont écrits par Elizabeth Cary Agassiz, de son propre point de vue. Ils sont publiés au chapitre VII, « Life in Teffé », au chapeau « Alexandrina as Scientific Aid ». Dans la traduction en français de Félix Vogeli, parue en 1869 dans Le Tour du monde, la première mention d'Alexandrina est:

« 27 septembre. - [...] Outre Bruno, nous avons une servante, Mlle Alexandrina, qui, à en juger par l’apparence, doit avoir dans les veines un mélange de sang indien et de sang nègre. Elle promet beaucoup, et semble joindre à l’intelligence de l’Indien la souplesse plus grande du nègre. »

La seconde mention, la plus longue, se trouve dans la troisième livraison:
« 9 octobre. — Décidément, Alexandrina est une acquisition précieuse, non-seulement au point de vue domestique, mais aussi sous le rapport scientifique. Elle a appris à nettoyer et à préparer très-convenablement les squelettes de poissons, et se rend fort utile au laboratoire. En outre, elle connaît tous les sentiers de la forêt, et m’accompagne dans mes herborisations.

Avec cette acuité de perception propre aux gens dont les sens seuls ont été profondément exercés, elle distingue du premier coup les plus petites plantes en fleurs ou en graines. Maintenant qu’elle sait ce que je cherche, c’est une aide très-efficace : agile comme un singe, en un clin d’œil elle grimpe au haut d’un arbre pour y aller saisir une branche fleurie, et ici, où nombre d’arbres s’élèvent à une grande hauteur avant que le tronc ne projette des rameaux, un pareil auxiliaire n’est pas d’un médiocre secours.

J’intercale page 258 un croquis de ma petite servante Alexandrina. Le mélange de sang nègre et de sang indien qui coule dans ses veines fait d’elle un curieux exemple de ce croisements de races qu’on rencontre ici. Elle a consenti hier, après beaucoup de façons, à laisser faire son portrait. M. Agassiz désirait l’avoir, à cause de la disposition extraordinaire de la chevelure de cette fille. Ses cheveux ont bien perdu les ondulations fines et serrées propres à ceux des nègres, et acquis quelque chose de la longueur et de l’aspect d’une chevelure indienne, mais il leur est resté, malgré tout, une sorte d’élasticité métallique. La pauvre fille a beau les peigner, ils se dressent sur la tête et se hérissent dans toutes les directions, comme s’ils étaient électrisés. Chez tous les métis indo-nègres que nous avons vus, le type nègre semble céder le premier, comme si la souplesse plus grande du nègre, si opposée à l’inaltérable ténacité de l’Indien, se retrouvait dans les caractères physiques aussi bien que dans ceux de l’esprit. »

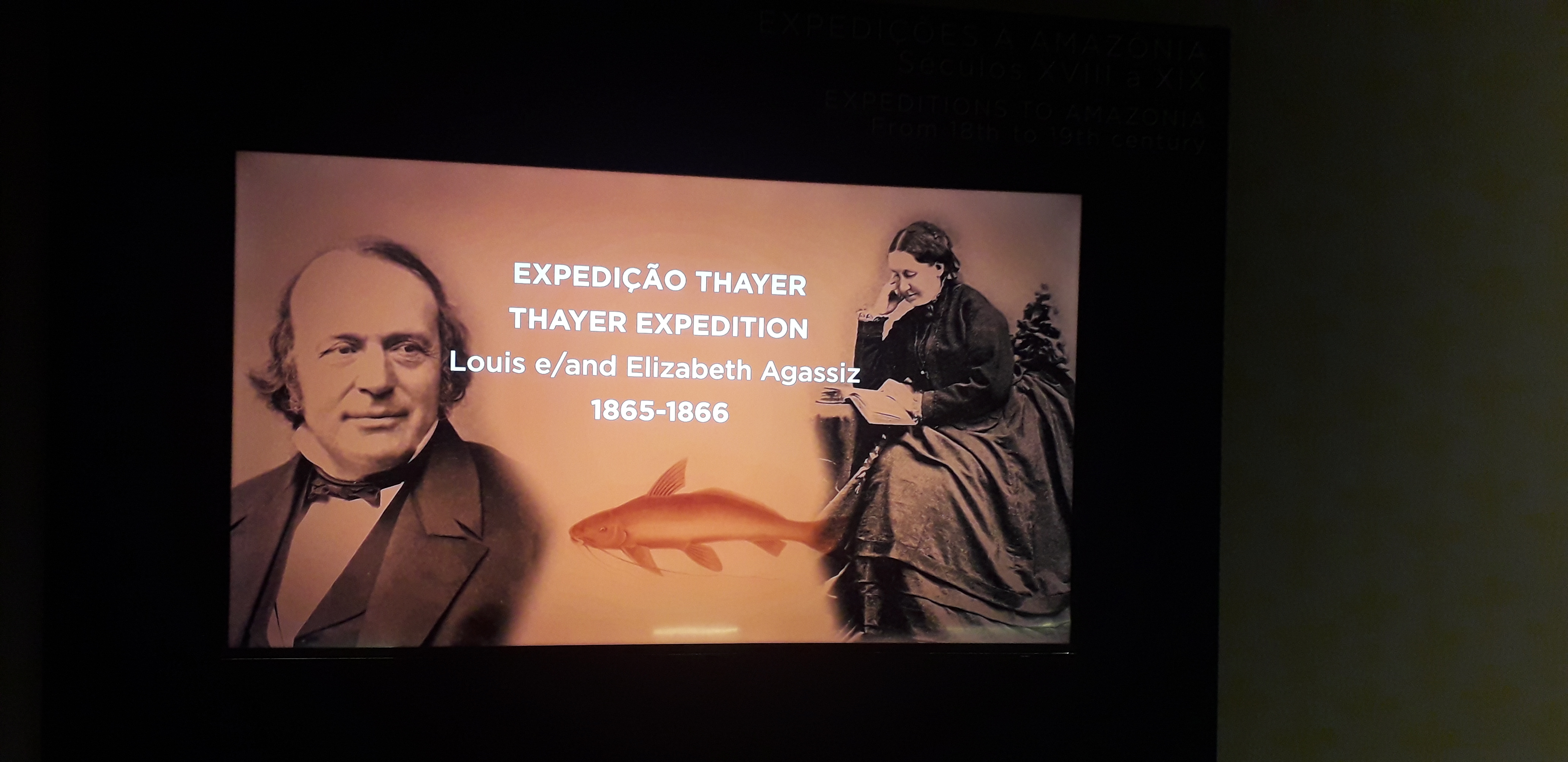
Un portrait d'Elizabeth Cary Agassiz à côté de son mari au Museu da Cidade à Manaus.

Ce dernier paragraphe est résumé par Louis Menand ainsi dans son ouvrage The Metaphysical Club: « Ils virent une hiérarchie dans des cheveux. » Néanmoins, Alexandrina est la seule personne à propos de laquelle Elizabeth Agassiz présente le métissage comme pouvant produire une amélioration. C'est une exception extraordinaire, étant donné que le couple Agassiz estime par ailleurs que la Guerre de Sécession aux États-Unis, qui vient tout juste de se terminer lors de leur rencontre avec Alexandrina, aurait en fait été causée par la « miscégénation raciale ». Il reste qu'Elizabeth compare Alexandrina à un singe, la déshumanisant.
Comme aucun nom de famille n'est connu concernant Alexandrina, il est difficile de retrouver sa trace dans les archives, et Patricia Alves Melo rapporte avoir échoué à déterminer si elle était juridiquement considérée comme une esclave ou comme une personne libre. Toutefois, selon Anderson Pereira Antunes, Alexandrina « est, dans l'ensemble du livre, la seule personne esclavagisée dont figure une illustration ».
Reed Gochberg rappelle que le travail d'Alexandrina, comme celui des nombreux autres guides locaux employés par l'expédition, n'est jamais crédité dans les travaux scientifiques qui en ont résulté. Elle estime que Louis Agassiz « s'est approprié et a exploité leur savoir ».

### Portraits

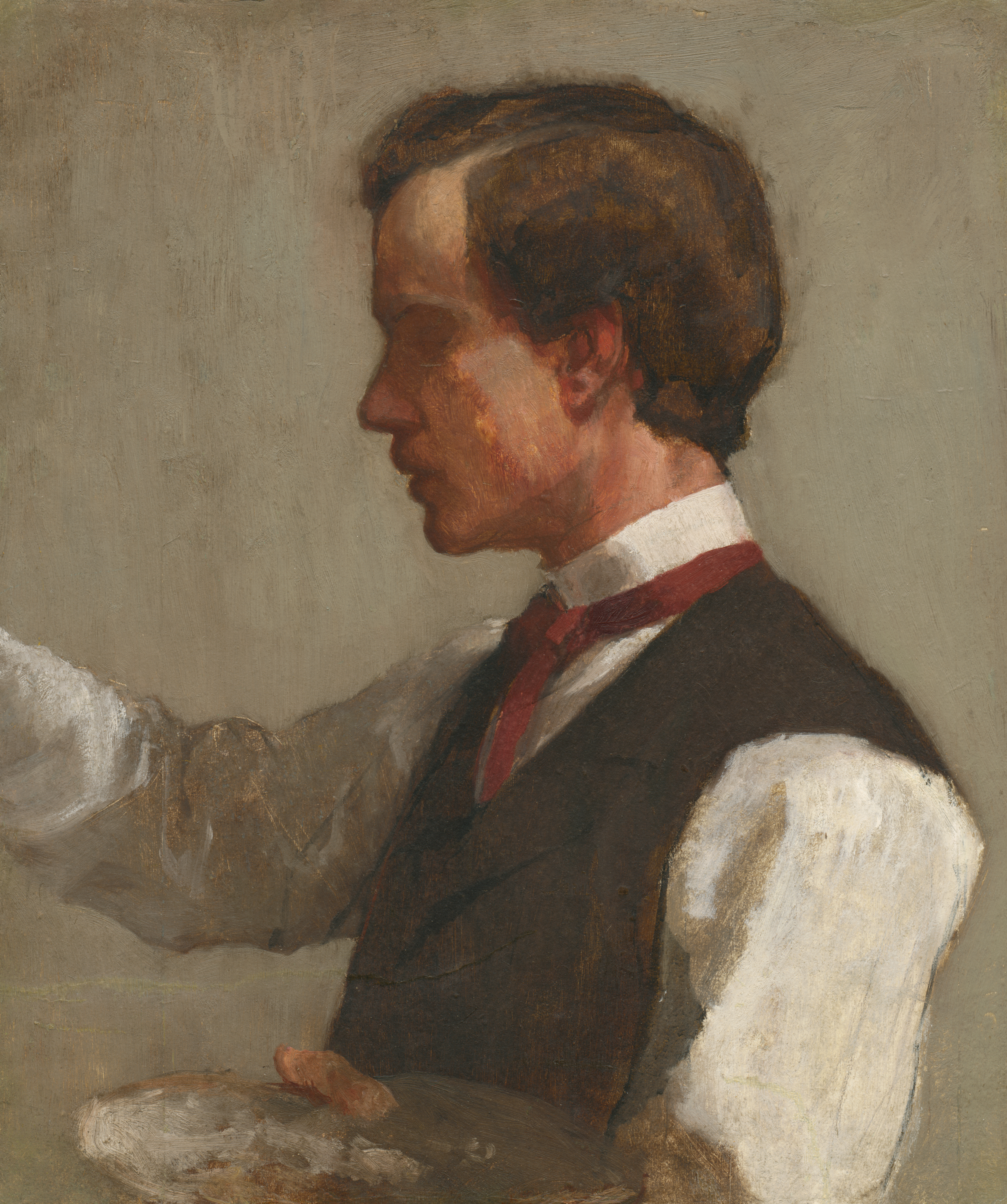
Portrait par John LaFarge vers 1859, montrant William James en train de peindre.

Les gravures d'Alexandrina sont basées sur un dessin de William James, jeune membre de l'expédition. Dans Voyage au Brésil, les portraits servent à illustrer des « types raciaux », en mettant en exergue des caractéristiques corporelles remarquées par Louis Agassiz. En l'occurrence, ce sont les cheveux d'Alexandrina. Pourtant, dans son cas, son image manifeste une ambiguïté troublante qui n'est pas autant présente dans les photographies d'autres femmes prises par Walter Hunewell lors de l'expédition, marquées par les stéréotypes racistes. Selon Kendall Johnson, James et Agassiz, hantés par la chevelure peignée d'Alexandrina, ressentent une « angoisse de reconnaître la sexualité » de celle-ci, car son pouvoir érotique inverserait la violence symbolique et la prétendue objectivité du racisme scientifique: « dans les yeux d'Alexandrina, le scientifique devient l'objet de curiosité ».
Selon un spécialiste de William James, le portrait d'Alexandrina manifeste une « dignité individuelle, une touche de tristesse, et même un certain détachement sceptique ». Pour Croce, ce dessin de James représenterait une résistance discrète à l'idéologie raciste de son temps, et il avance qu'Alexandrina a pu être pour lui un modèle d'intelligence naturaliste.
L'édition originale et la traduction en français n'utilisent pas la même gravure pour représenter Alexandrina. Kelly Mohs Gage remarque que sur l'une, Alexandrina est habillée, tandis que sur l'autre, elle est nue. Pour expliquer la différence importante de l'expression faciale dans les deux portraits, Gage rappelle qu'une partie significative des photographies prises au cours de l'expédition par Augusto Stahl sous la supervision de Louis Agassiz sont des portraits de femmes racisées vêtues puis dévêtues. Gage fait observer que les visages sur les clichés déshabillés expriment un malaise plus important que sur ceux avec des vêtements. Pour Gage, cet écart vaut aussi pour les deux images d'Alexandrina: sur celle où elle est dénudée, son regard est fuyant, ses lèvres, ses sourcils et ses épaules sont tendues.
- Gravures semblables
- Le cliché de la femme « cafuza » décolletée aux cheveux volumineux est repris dans plusieurs ouvrages du XIXe siècle[note 4].
- Une autre femme présentée comme type anthropologique de cafuza, dans un ouvrage de physiognomonie[note 5].

## Film commémoratif
Le court-métrage Alexandrina — Um Relâmpago de Keila Sankofa, sorti en 2022 et d'une durée de 11 minutes, est un hommage à Alexandrina. Ce film parle des identités afro-amérindiennes dans l'Amazonie contemporaine, et de la mémoire des ancêtres de l'époque coloniale. Au festival Olhar do Norte de 2023, qui promeut le cinéma amazonien, le film vaut à Keila Sankofa le prix de la meilleure réalisation et à Francisco Ricardo celui de la meilleure direction artistique, grâce à leur œuvre dédiée à « la première femme noire naturaliste d'Amazonie ». Le 26 avril 2024, Sankofa reçoit le prix Aquisição lors de la 13e édition du Prêmio Diário Contemporâneo de Fotografia, à Belém.
La critique Correnteza Braba cite l'introduction du film, qui selon elle résume le propos de montrer « la désobéissance d'Alexandrina au désir blanc d'objectifier l'individu noir »:
« É como se roubassem da gente, é como se cortasse um pedaço da nossa alma para colocar no papel do modo deles. Quando eles nos obriga a ficar parada para virar rabisco eles dizem que é importante, que nossa imagem vai ficar lá para sempre, eu não acho que tem essa importância toda não, para mim só vai ser bom quando eu tiver do outro lado. Só vai ser diferente quando a gente puder contar. Eles não sabem nada da gente. »
« C'est comme s'ils nous volaient, comme s'ils découpaient un morceau de notre âme pour le coucher sur papier, comme ils font. Quand ils nous obligent à rester assises pour nous tirer le portrait, ils disent que c'est important, que notre image sera là pour toujours. Je ne pense pas qu'elle ait une telle importance. Pour moi, ça ne pourra aller qu'une fois que je serai passée de l'autre côté de l'appareil photographique. Les choses n'auront véritablement changé que quand nous aurons la parole. Ils ne savent rien de nous. »